# 紋中紋

1801-1837年のイギリス軍の紋章。イングランド、スコットランド、アイルランドの紋章から構成され、紋中紋としてハノーヴァーの楯、さらにその紋中紋としてシャルルマーニュの王冠が入っている。

紋中紋（もんちゅうもん）は、主に芸術作品において、あるモティーフ（または主題）の中に、同じようなモティーフが入れ子構造で入っている表現・手法をいう。フランス語ミザンナビーム（Mise en abyme. 「底知れぬ深みに置くこと＝入れ子状態に置くこと」といった意）の訳語。原語の語感とはかなり隔たりがあるが、ここでは便宜的に「紋中紋」に統一する。

## 美術の紋中紋

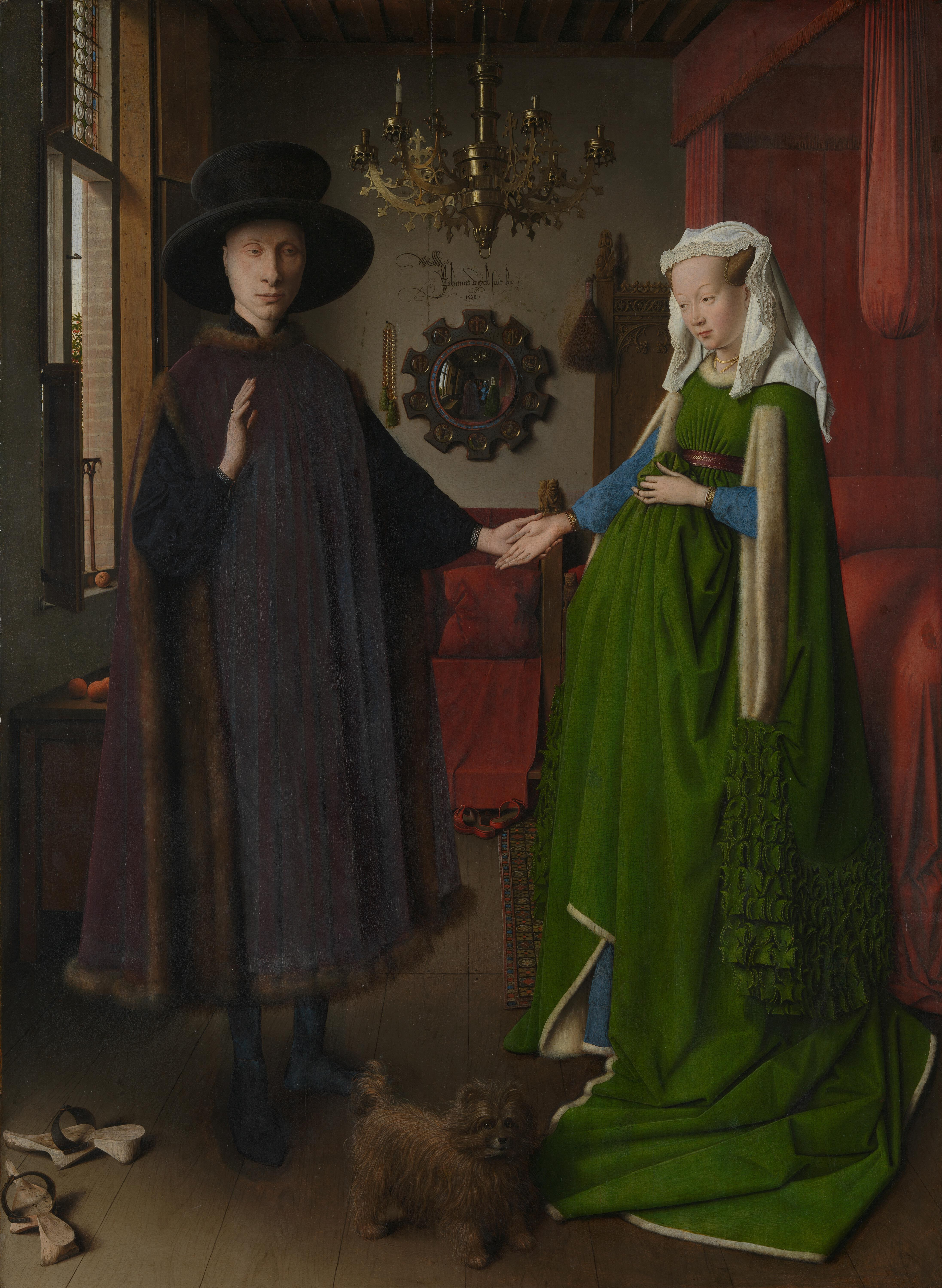
ヤン・ファン・エイク『アルノルフィーニ夫妻像』(1434)。絵中央の鏡の中に絵がある紋中紋構造となっている。

西洋美術における紋中紋とは、絵の中であるイメージがそれ自体の複製を含んでいる技法である。その情景は無限に続いているように見える。紋中紋は元々紋章学において、大きな盾の中央に小さな盾がある紋章を表す時に使われた。ドロステ効果も参照。
使用例
- ヤン・ファン・エイク　アルノルフィーニ夫妻像（1434）（ナショナルギャラリー (ロンドン)）

## 映画の紋中紋
映画における紋中紋は美術の定義と似ているが、「夢の中の夢」という概念を含んでいる。たとえば、ある人物が夢から目覚めるが、実はまだ眠っているのだということに気づく場合である。夢に類似した、無意識あるいはバーチャルリアリティなども紋中紋に含まれる。

## 文学の紋中紋

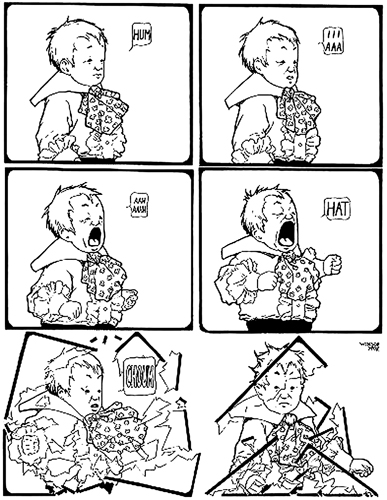
ウィンザー・マッケイ『小さなサミーのくしゃみ』(1904-1906)。漫画の形式そのものが紋中紋の構造となっている。

文芸批評における紋中紋は枠物語の一種である。外枠のストーリーが枠物語の何かの面を内に含むように使われた場合である。紋中紋という語は脱構築および脱構築文芸批評において、言葉の間テクスト性の性質の理論的枠組みの中で使われる。つまり、枠の中の枠である言葉が他の言葉に言及し、その言葉も他の言葉に言及し……のために、言語が現実の基盤に決して到達しないということである。
使用例
- 紋中紋(mise en abyme)という語が、初めて文学批評の語として用いられたのはアンドレ・ジッドの『日記』においてである[1] 。
- 日本の作品で意識的に紋中紋の技法が使われた例は、2009年9月に発表された深水黎一郎の『花窗玻璃　シャガールの黙示』である。作中に描写されるランス大聖堂のシャガールのステンドグラスの中に、事件のすべてのからくりが描き込まれている[2]。